# Seksualitet
 Denne artikel bør gennemlæses af en person med fagkendskab for at sikre den faglige korrekthed.

Seksualitet er en rummelig betegnelse for alt som handler om kønsliv og kønsdrift, uanset om det er i forbindelse med reproduktion, lyststillelse eller fornøjelse.
Seksualitet er en del af menneskers personlighed og selvopfattelse. Modsætningsvis handler sex i daglig tale mest om konkrete handlinger.

## Teorier
Seksualitet var vigtig i psykoanalysen, der blev grundlagt af Sigmund Freud. Freud mente, at mennesket i høj grad er styret af kræfter i Det Ubevidste, som kan forvolde mennesker problemer i form af f.eks. neuroser. Hans interesse for den psykiske udvikling hang sammen med hans syn på menneskets seksualdrift (libido) og dennes manifestation gennem de barneseksuelle faser (den orale fase, den anale fase og den Falliske/Ødipale fase), der har betydning for udviklingen af den voksnes personlighed og psykiske liv. Neuroser kan være udtryk for undertrykt seksualitet.
Ifølge Michel Foucault var forestillingen om, at nogle menneskers seksualitet og køn blev undertrykt, en historisk misforståelse. Tværtimod blev nutidens ideer om perversioner, homoseksualitet, barnlig seksualitet og kvindelig seksualitet først opfundet af den moderne psykiatri, og derfor var tanken om at frigøre sig ikke at sætte sig op mod nogen undertrykkelse.